# Скокі (Злотовський повіт)
Скокі (пол. Skoki, нім. Mückenmühle) — село в Польщі, у гміні Оконек Злотовського повіту Великопольського воєводства.
У 1975-1998 роках село належало до Пільського воєводства.